# Przeworsk (stacja kolejowa)
Przeworsk – stacja kolejowa w Przeworsku, w województwie podkarpackim, w Polsce. Według klasyfikacji PKP ma kategorię dworca lokalnego.
W latach 2010–2012 kosztem około 8 mln zł został przebudowany budynek dworca.
Przed 1922 na terenie wsi Budy Przeworskie.

## Ruch pasażerski
| Rok  | Wymiana pasażerska na dobę |
| ---- | -------------------------- |
| 2017 | 1 100                      |
| 2022 | 1 800                      |

## Galeria

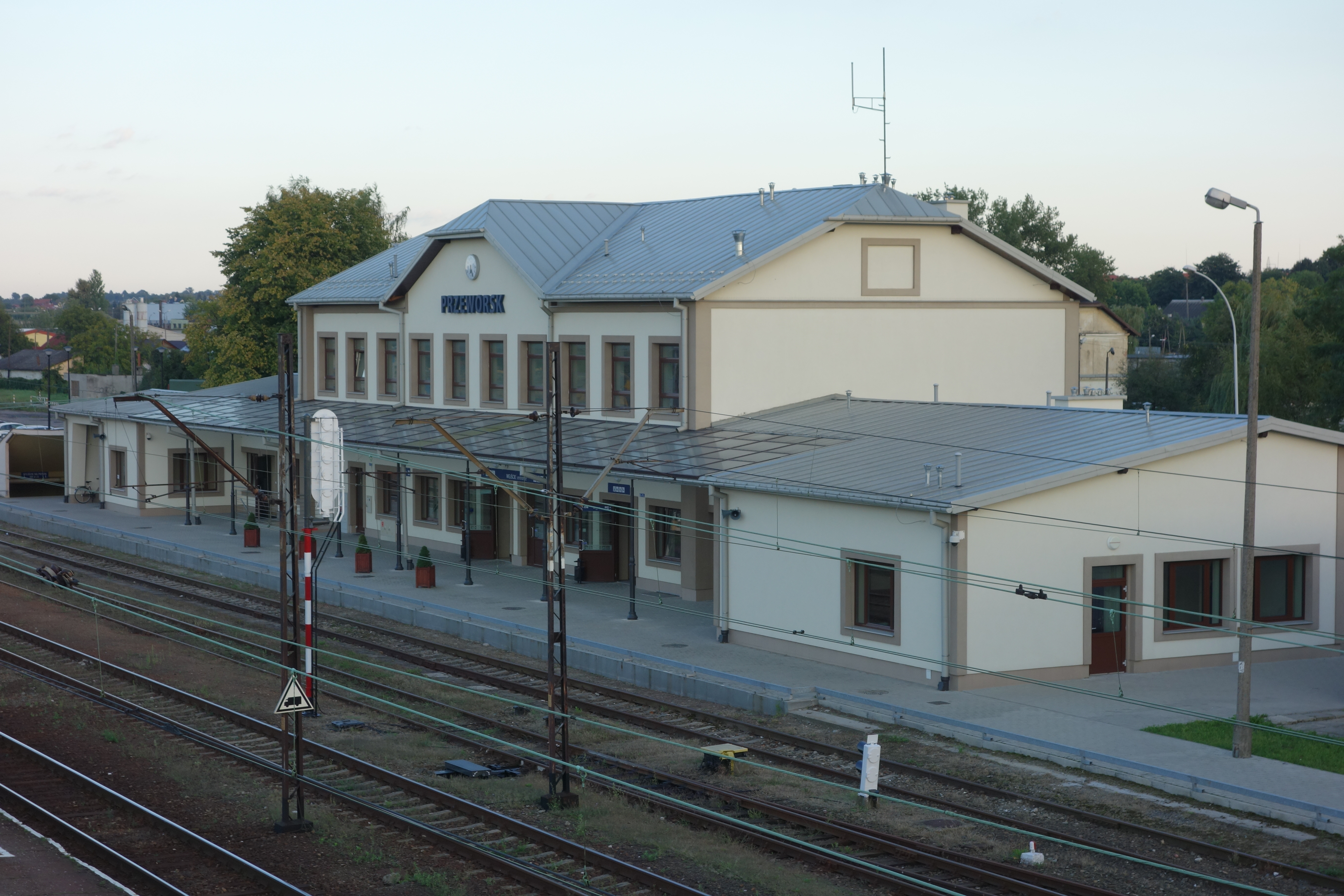
Widok ogólny na stację
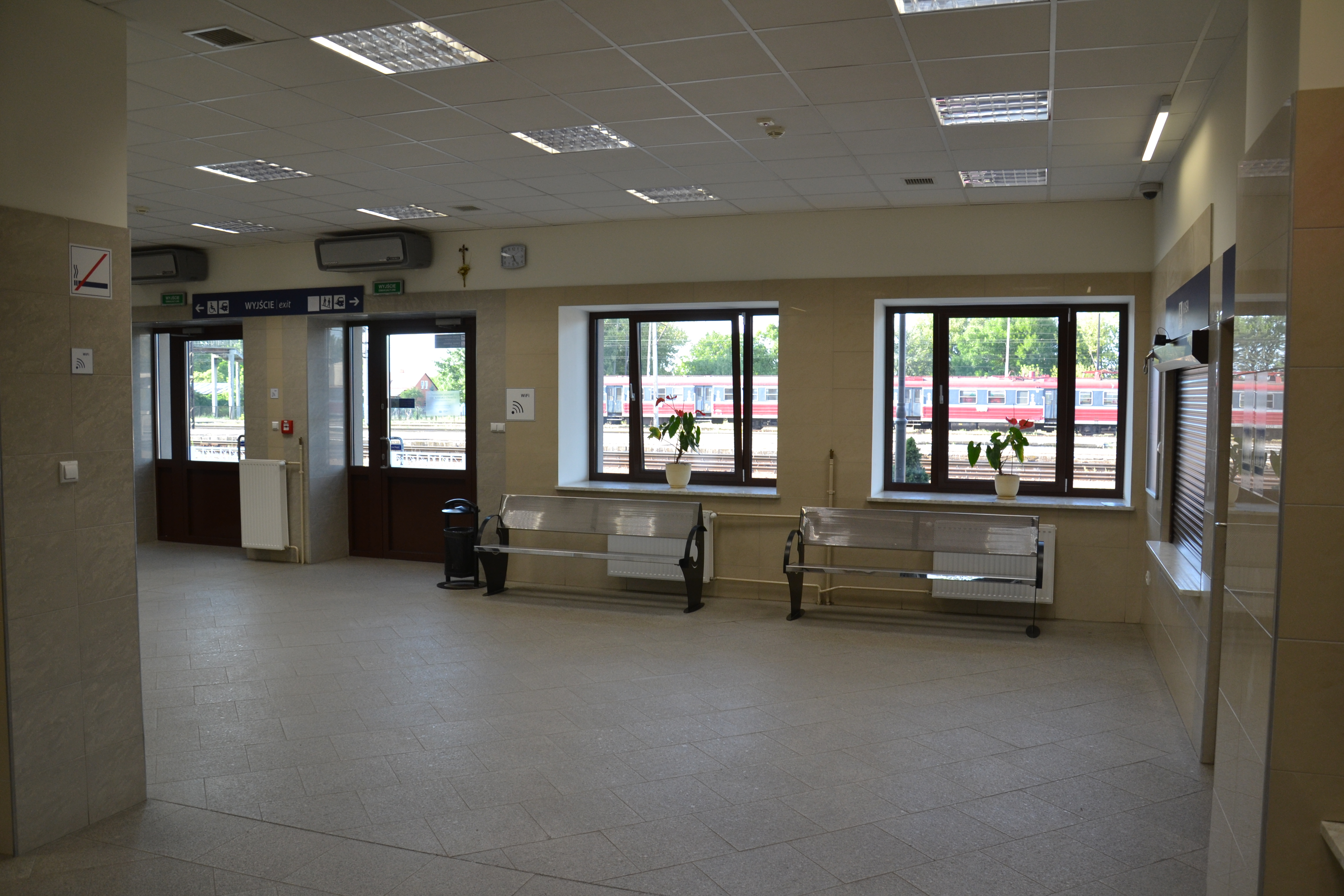
Wnętrze dworca
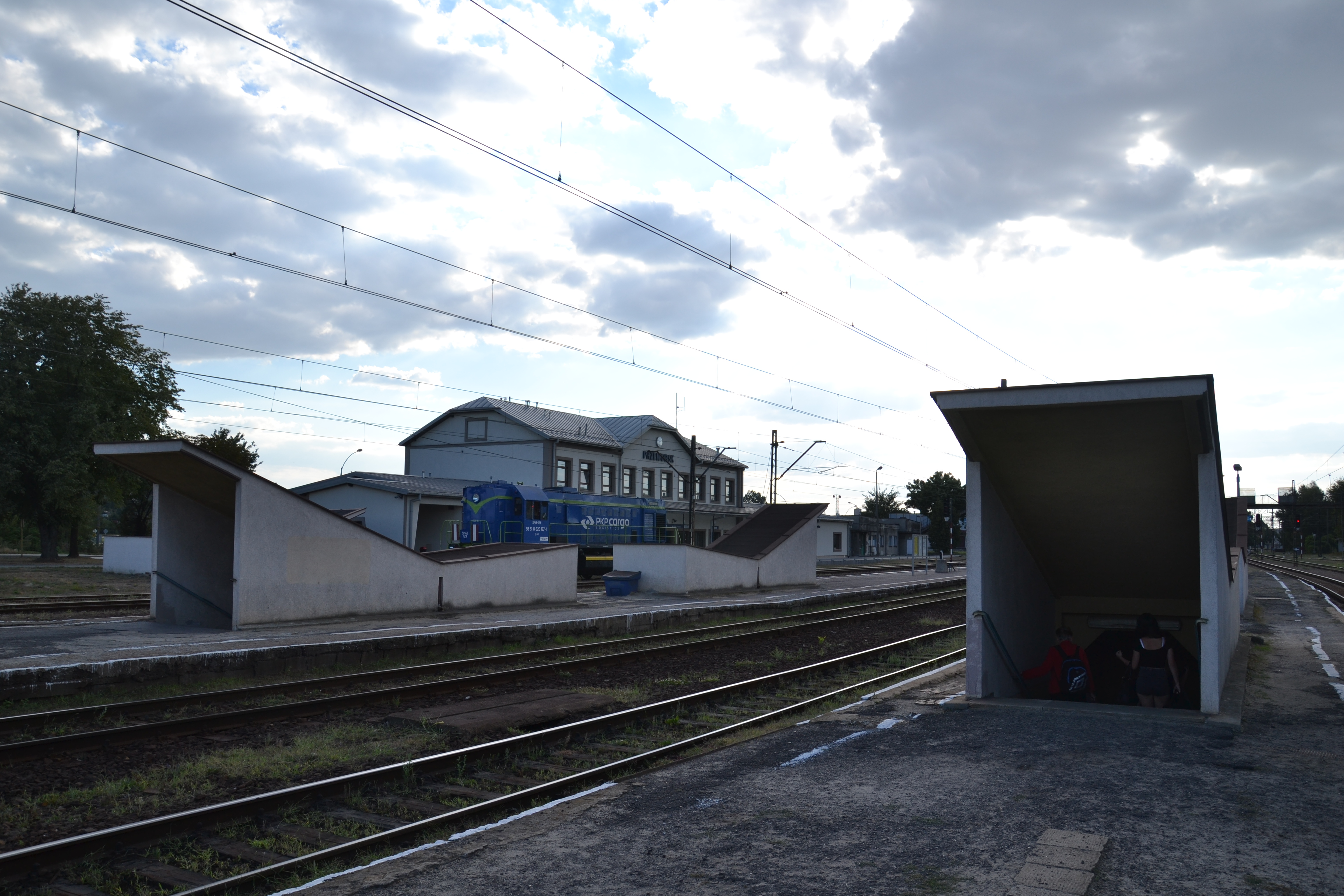
Tunele stacyjne
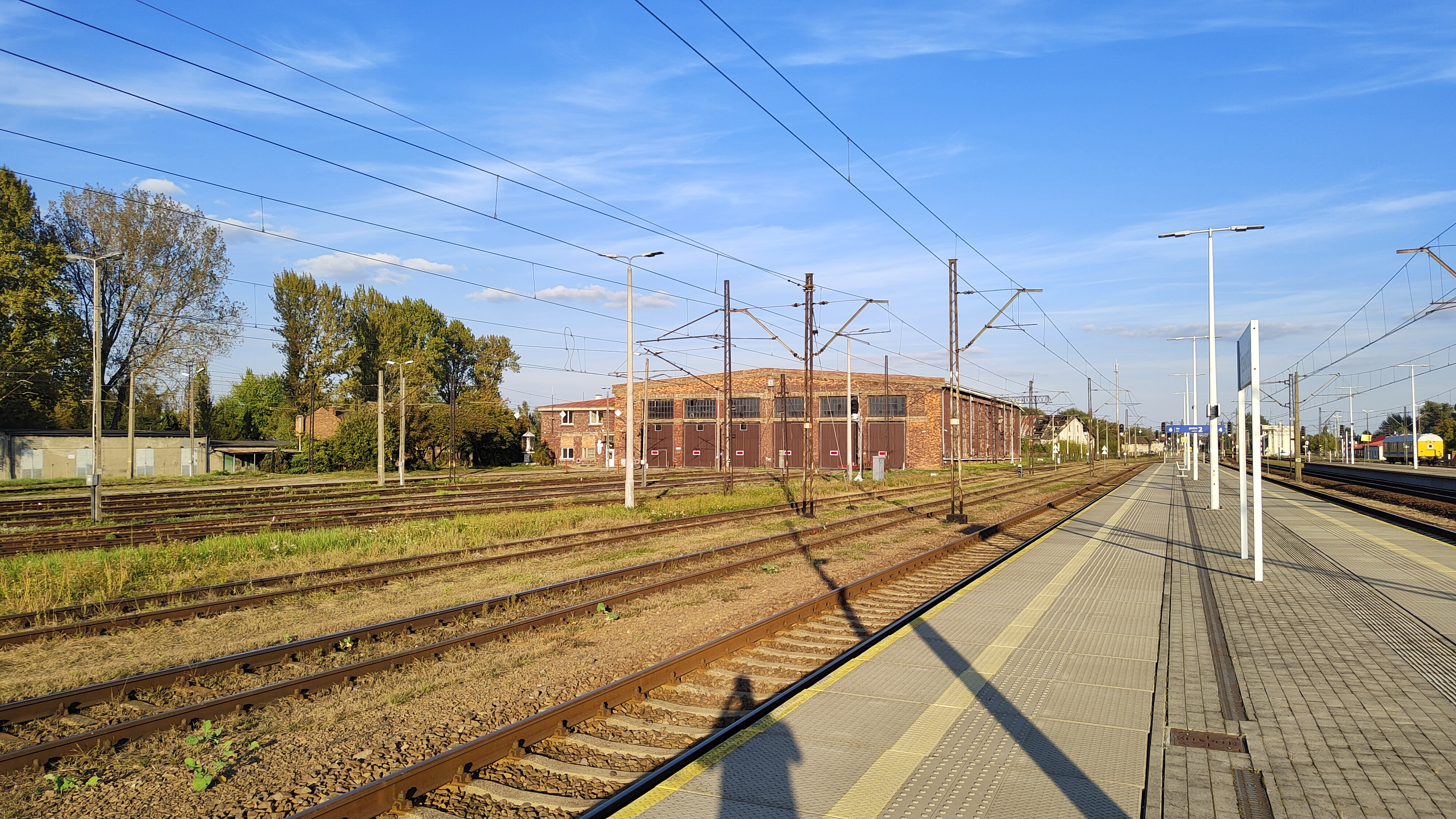
Budynek lokomotywowni
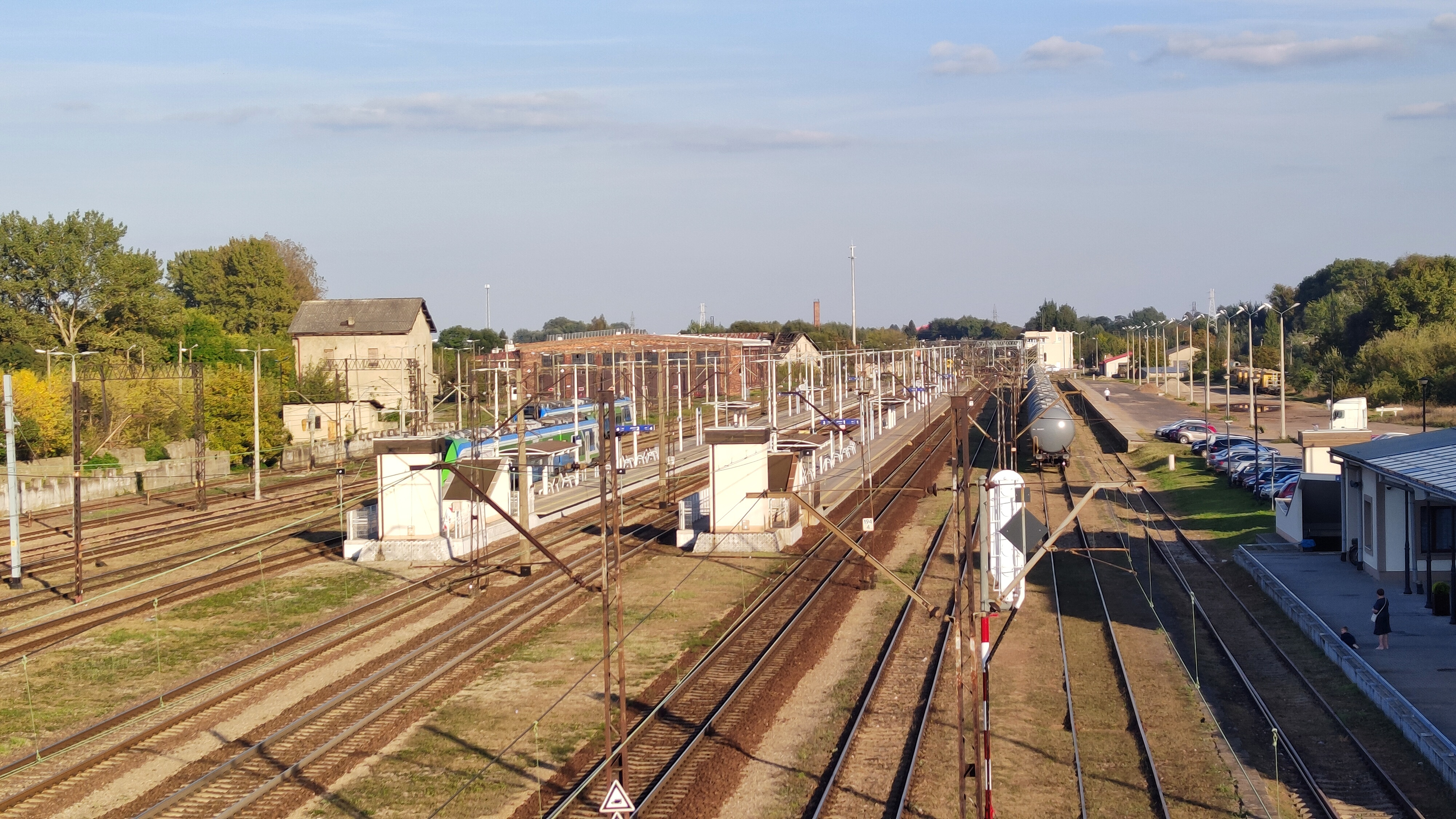
Widok na perony z kładki
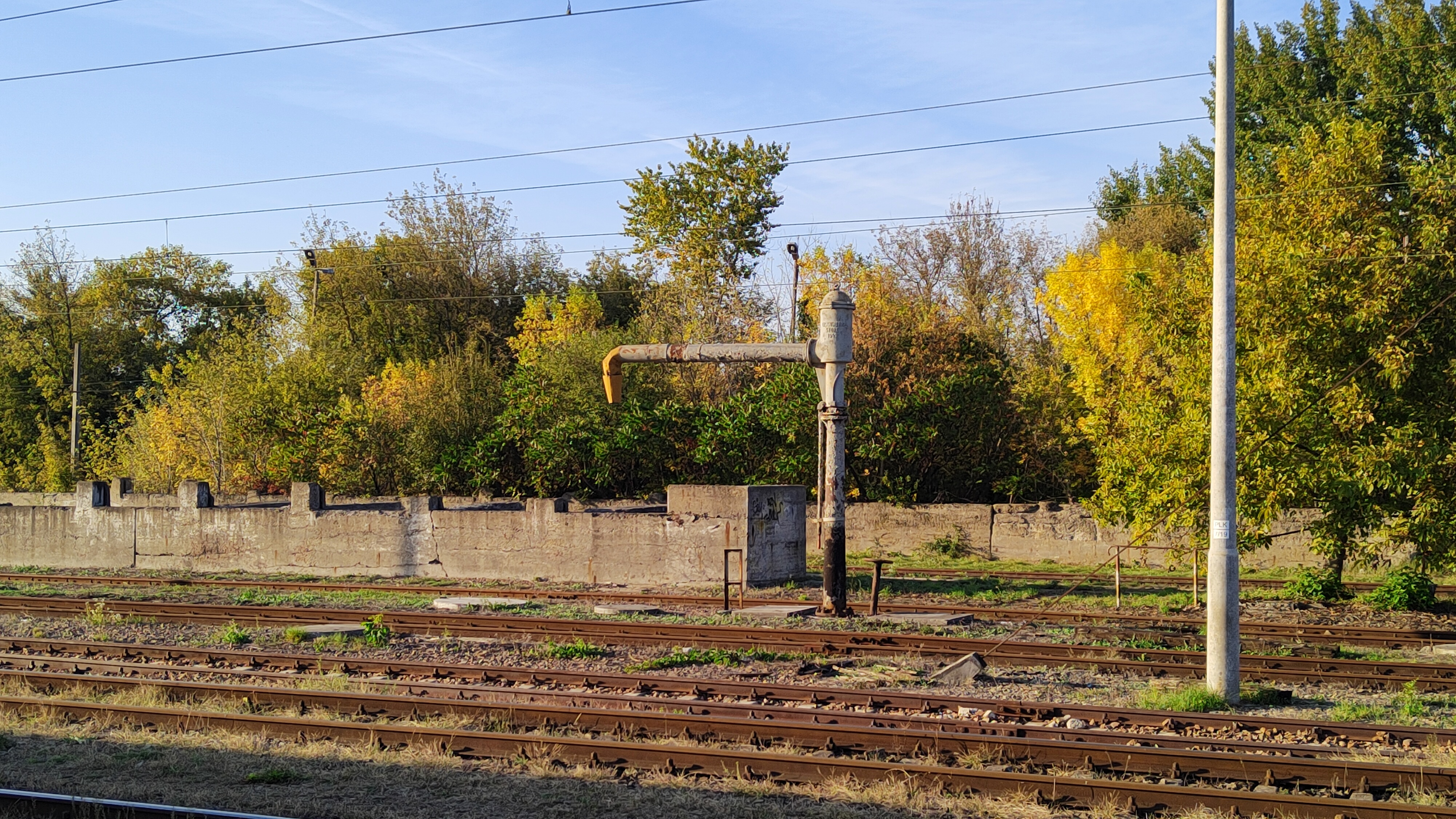
Żuraw wodny
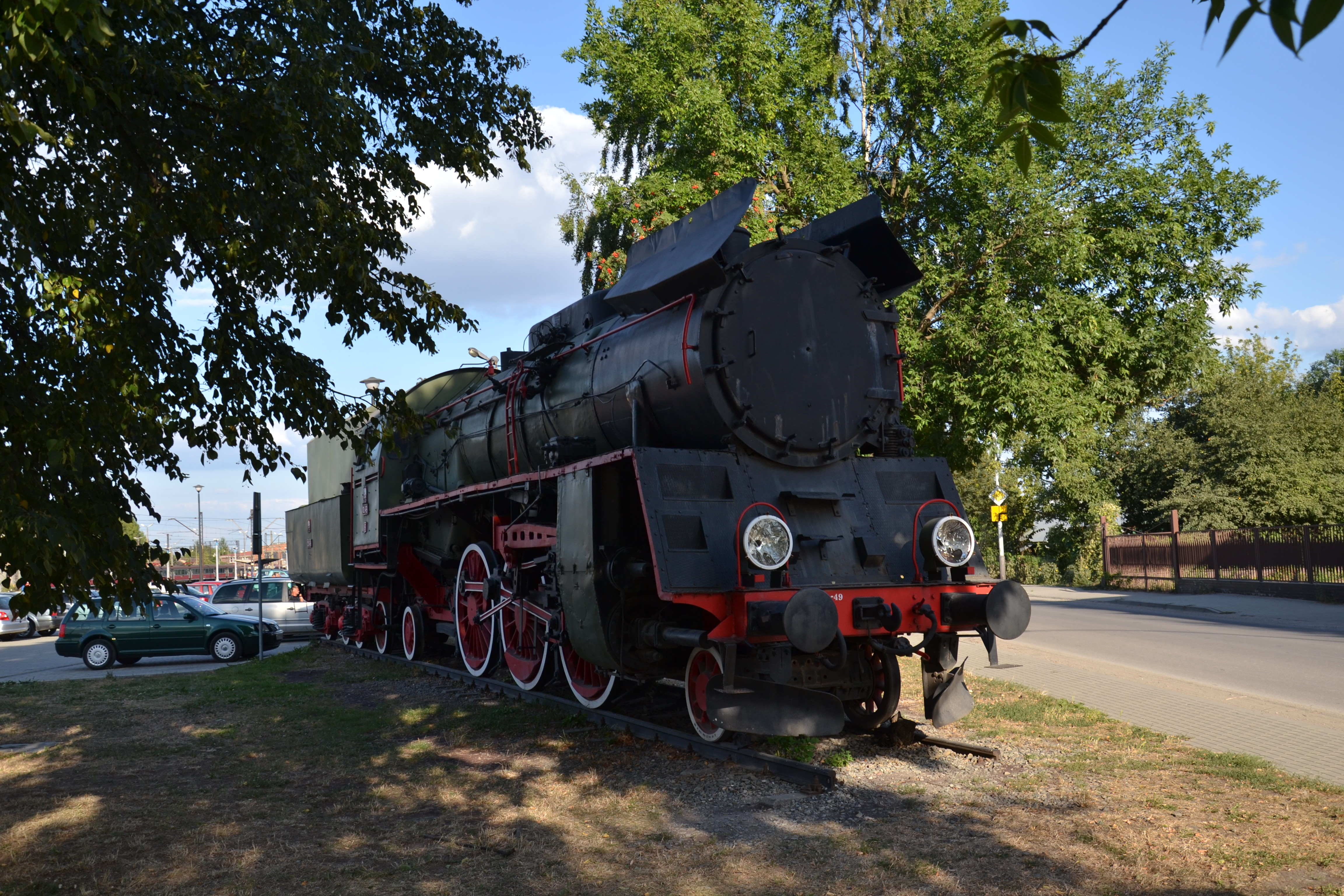
Pomnik parowozu typu Ol49-8 w okolicy stacji
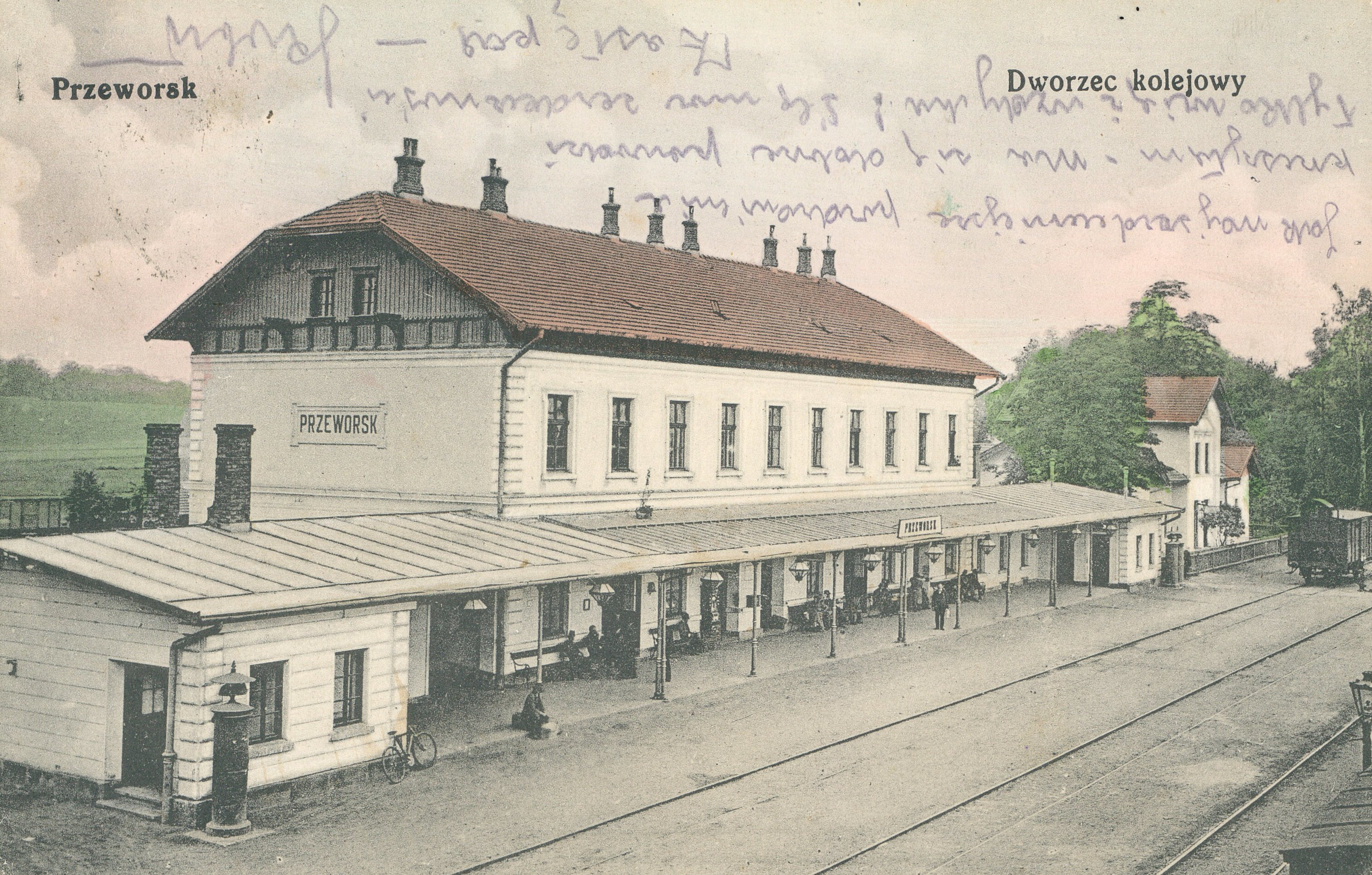
Stacja (około 1914 r.)